# Кевін Шаттенкірк
Кевін Шаттенкірк (англ. Kevin Shattenkirk; 29 січня 1989, м. Гринвіч, США) — американський хокеїст, захисник. Виступає за «Анагайм Дакс» у Національній хокейній лізі.
Виступав за Бостонський університет (NCAA), «Лейк-Ейрі Монстерс» (АХЛ), «Колорадо Аваланш», «Сент-Луїс Блюз».
В чемпіонатах НХЛ — 136 матчів (17+57).
У складі національної збірної США учасник чемпіонату світу 2011 (7 матчів, 1+2). У складі молодіжної збірної США учасник чемпіонату світу 2009. У складі юніорської збірної США учасник чемпіонату світу 2007.
Досягнення
- Срібний призер юніорського чемпіонату світу (2007)
- Володар Кубка Стенлі (2020)